# Gulnackad gröngöling
Gulnackad gröngöling (Picus chlorolophus) är en asiatisk fågel i familjen hackspettar med vid utbredning från Indien till Vietnam och Indonesien.

## Utseende och läte
Gulnackad gröngöling är en medelstor (27 cm), grönaktig hackspett med en kort tofs och gul nacke. Den skiljer sig från liknande gulnackad grönspett (Chrysophlegma flavinucha) genom mindre storlek, bandad vitaktig undersida, vitbandade yttre handpennor och rostfärgade inre. Ögat är rött, liksom mustaschstrecket. Fågeln är ljudlig och låter höra högljudda, sorgsamma "pee oo" och fallande "ke ke ke ke".

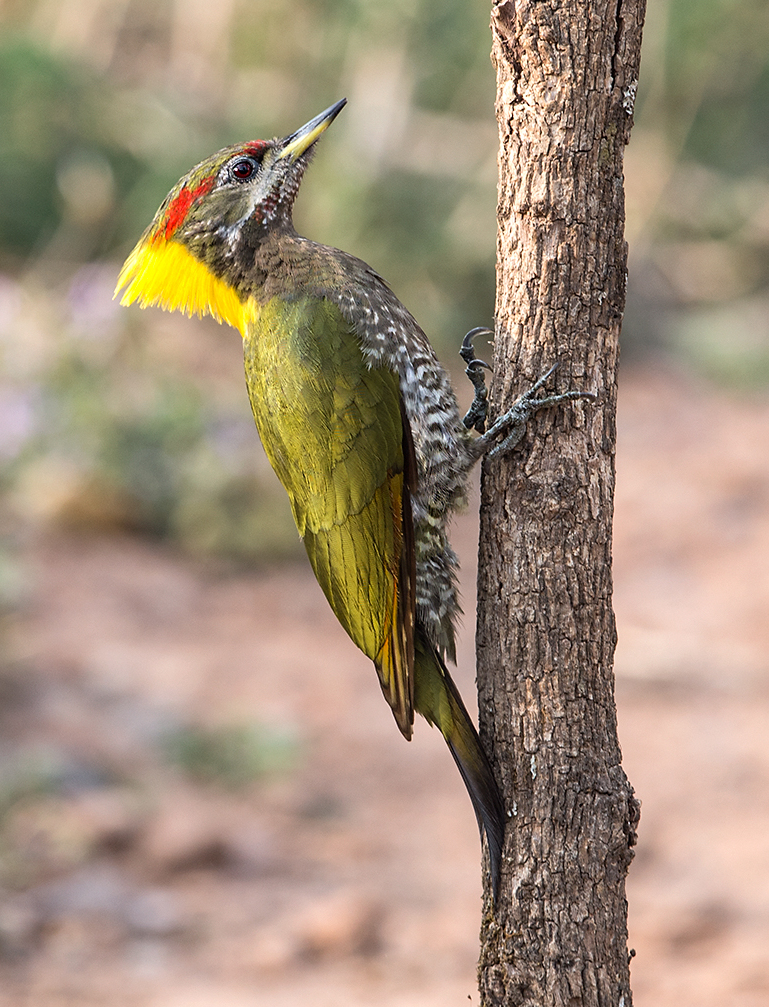
Hona gulnackad gröngöling.

## Utbredning och systematik
Gulnackad gröngöling delas in i nio underarter med följande utbredning:
- Picus chlorolophus chlorolophus – östra Nepal till Myanmar och norra Vietnam
- Picus chlorolophus simlae – Himachal Pradesh i norra Indien till västra Nepal
- Picus chlorolophus annamensis – sydöstra Thailand till södra Vietnam
- Picus chlorolophus chlorigaster – Indiska subkontinenten
- Picus chlorolophus wellsi – Sri Lanka
- Picus chlorolophus citrinocristatus – Tonkin i norra Vietnam och Fujian i sydöstra Kina
- Picus chlorolophus longipennis– ön Hainan i södra Kina
- Picus chlorolophus rodgeri – högländer på södra Malackahalvön
- Picus chlorolophus vanheysti – högländer på Sumatra

## Levnadssätt
Gulnackad gröngöling hittas i alla sorters skogar och plantage. Den födosöker lågt efter ryggradslösa djur, ofta på marken och ofta i artblandade grupper. Liksom de flesta andra hackspettar häckar den i trädhål som den själv hackar ut.

## Status och hot
Arten har ett stort utbredningsområde, men tros minska i antal, dock inte tillräckligt kraftigt för att den ska betraktas som hotad. Internationella naturvårdsunionen IUCN listar arten som livskraftig (LC).